# Ester Peony
Ester Peony (née Alexandra Crețu en 1993 à Câmpulung) est une auteure et interprète roumaine.
Elle représente la Roumanie au Concours Eurovision de la chanson 2019 qui se déroula à Tel Aviv-Jaffa, Israël à la suite de sa victoire au Selecția Națională 2019  avec sa chanson On a Sunday.

## Biographie

### Études
Elle est diplômée de l'école d'Art Dinu Lipatti de Pitești. Sa passion pour la musique est arrivée durant son enfance lorsqu'elle vivait avec sa famille à Montréal, où elle a pris des cours de jazz.
Ensuite, elle a poursuivi ses études en Roumanie et est entrée au conservatoire dans la section composition et jazz.

## Carrière musicale

### 2015-2018: débuts
En 2014, Ester se fait repérer en ligne lorsqu'elle publie des reprises de chansons populaires et elle signe un contrat avec un label avec qui elle publie des chansons comme Leyla et Iubire.
Un an plus tard, elle apparaît à la télévision et à la radio avec la chanson Sub aripa ta (avec Vescan), qui marque le début de son succès. Durant quelques semaines, elle reste classée dans les tops roumains.
En 2016, Ester publie une chanson avec Phelipe 1000 de motive.
En 2018, elle sort son premier EP Dig It. Elle compose elle-même la plupart des chansons.

### 2019: Concours Eurovision de la Chanson 2019
En 2019, elle représente la Roumanie au Concours Eurovision de la chanson après avoir remporté la compétition Selecția Națională 2019 avec son titre On a Sunday.
Lors de la demi-finale, elle termine à la 13ème place avec 71 points ce qui ne lui permet pas de se qualifier et par conséquent son pays pour la finale.

## Discographie

### Extended plays (EP)
| Titre  | Details                                                                            |
| ------ | ---------------------------------------------------------------------------------- |
| Dig It | - Date de Publication : 12 mai 2018 - Label: Indépendant - Formats: Téléchargement |

### Singles
| Titre                                                                     | Année | Album            |
| ------------------------------------------------------------------------- | ----- | ---------------- |
| Iubire                                                                    | 2014  | non-album single |
| Cuminte de Crăciun (feat. Ana Baniciu, Puya, Doddy, Vescan & Mahia Beldo) | 2014  | non-album single |
| Sub aripa ta (feat. Vescan)                                               | 2015  | non-album single |
| 1000 de motive (feat. Phelipe)                                            | 2016  | non-album single |
| On My Way                                                                 | 2017  | Dig It           |
| So Fine                                                                   | 2017  | Dig It           |
| Leaving Tomorrow                                                          | 2017  | Dig It           |
| Dig It                                                                    | 2018  | Dig It           |
| On a Sunday                                                               | 2018  | non-album single |